# Neofranquismo

Bandera oficial de España durante el franquismo.

El término neofranquismo se refiere a la alternativa que defendían determinadas formaciones políticas españolas de extrema derecha nacidas en la década final de la dictadura franquista y que consistía en la vuelta a los principios originarios del régimen, frente a las propuestas «aperturistas» de algunos políticos franquistas que pretendían introducir algunos cambios que lo adecuaran a la transformación que estaba experimentando la sociedad española en esos años. Se diferenciaban de los «inmovilistas», que también estaban enfrentados a los «aperturistas», en que eran involucionistas, es decir, pretendían seguir siendo fieles al «espíritu del 18 de julio» (la exaltación de la victoria del bando franquista en la «Cruzada») lo que suponía la derogación de ciertas leyes ya aprobadas como la Ley Orgánica del Estado de 1967, promovida por los «inmovilistas», y la Ley de Prensa de 1966, promovida por los «aperturistas». Las dos principales organizaciones neofranquistas fueron Fuerza Nueva, constituida a partir de la revista del mismo nombre fundada en 1966 y cuyo líder era Blas Piñar, y la Confederación Nacional de Excombatientes, encabezada por el exministro franquista y camisa vieja de Falange Española de las JONS José Antonio Girón de Velasco. Las dos constituyeron el núcleo duro de lo que se llamó el búnker.

## Antecedentes
En la década de 1960 los políticos franquistas se plantearon el futuro del régimen cuando muriera el dictador Francisco Franco (en 1962 había cumplido 70 años). Se definieron dos posturas: 
- La de los «inmovilistas», cuyo proyecto consistía en asegurar la continuidad del régimen franquista y mantener todo el entramado institucional y los principios del mismo definidos en las Leyes Fundamentales del Reino mediante la instauración (que no la restauración) de la monarquía («católica, social y representativa», no la liberal derrocada en 1931) en la persona del hijo de Juan de Borbón, Juan Carlos, que desde 1950 estaba bajo la tutela del Caudillo. Los «inmovilistas» estaban integrados por la mayoría de los «tecnócratas» vinculados al Opus Dei y cuyo valedor era el almirante Carrero Blanco —el principal consejero del Caudillo y presidente del gobierno de facto— y por la «vieja guardia» falangista del Movimiento Nacional.[4]
- La de los «aperturistas» que se proponían introducir algunos cambios que estuvieran en consonancia con la transformación que estaba experimentando la sociedad española gracias al gran crecimiento económico que había experimentado España desde que en 1959, con la aprobación del Plan de Estabilización, se había abandonado el caduco modelo autárquico (al desarrollo económico le debía seguir el desarrollo político, defendían los «aperturistas»).[5] Los «aperturistas» procedían del Movimiento y sus principales representantes eran tres ministros: Manuel Fraga Iribarne, ministro de Información y Turismo; Fernando María Castiella, ministro de Asuntos Exteriores; y José Solís Ruiz, ministro-secretario general del Movimiento y delegado nacional de Sindicatos. Este último aprovechando los dos importantes cargos que ocupaba se propuso revitalizar el Movimiento, entonces poco más que una estructura burocrática, abriéndolo a la participación popular mediante la creación de «asociaciones políticas» dentro del mismo, y también la Organización Sindical propiciando la participación de los trabajadores. El objetivo último era extender la base social del régimen.[6][7] Una parte de los «aperturistas», incluido Solís Ruiz y posiblemente Fraga, se oponían a la «solución monárquica» de Carrero Blanco y apostaban por un sistema presidencialista parecido al gaulismo (es decir, asegurar la continuidad del régimen con un militar «revestido como regente»; posiblemente el general Muñoz Grandes, pero este no gozaba de buena salud: fallecería en 1970).[8]

El historiador Borja de Riquer ha destacado que las diferencias que separaban a «inmovilistas» y «aperturistas» radicaban en su «diferente diagnóstico sobre los cambios experimentados por la sociedad española y la naturaleza de la contestación política y social». Mientras los primeros consideraban que para hacer frente a la «subversión» era necesario reafirmar «los principios fundamentales del régimen, y no su desnaturalización con unas reformas que acabarían llevándole a la perdición», los segundos pensaban que «el desfase entre las estructuras políticas vigentes y la realidad social y cultural española hacía imprescindible una adaptación del régimen a los nuevos tiempos que evitase una crisis provocada por el creciente anacronismo del franquismo».
El logro más importante de los «aperturistas» fue la aprobación de la Ley de Prensa de 1966, promovida por Fraga. Sin embargo, José Solís no consiguió sacar adelante el Estatuto de Asociaciones del Movimiento y se encontró con que las elecciones a enlaces y jurados sindicales fueron aprovechadas por las clandestinas y antifranquistas comisiones obreras para escalar posiciones dentro de la Organización Sindical. En cambio, los «inmovilistas» dieron dos pasos muy importantes en su proyecto político: la aprobación de la Ley Orgánica del Estado de 1967 y la designación en julio de 1969 por Franco de Juan Carlos como su sucesor, quien inmediatamente juró la Ley de Principios del Movimiento Nacional y recibió el título de Príncipe de España (no el de Príncipe de Asturias, que había sido el tradicional de la monarquía española). El triunfo de los inmovilistas fue absoluto cuando en octubre de 1969 (tras el estallido del escándalo Matesa) Franco le dio carta blanca a Carrero Blanco para que formara un nuevo gobierno, con él como vicepresidente, y este se deshizo de los tres ministros «aperturistas» (Fraga, Castiella y Solís Ruiz) y nombró un gabinete integrado casi exclusivamente por «tecnócratas» opusdeístas. El nuevo ministro-secretario general del Movimiento fue el falangista Torcuato Fernández Miranda —que había sido preceptor del príncipe» Juan Carlos— quien por orden de Franco enterró el proyecto de asociaciones políticas, porque tanto el Caudillo como Carrero Blanco las consideraban la antesala de los odiados partidos políticos. Poco después de formarse el nuevo gobierno «monocolor» se suprimió la tradicional celebración de la fundación de Falange Española en el Teatro de la Comedia y al año siguiente se dejó de utilizar la denominación FET y de las JONS para referirse al Movimiento Nacional, partido único de la dictadura franquista.

## Historia

### Tardofranquismo (1966-1975)
El 14 de diciembre de 1966 sale a la calle el número 0 de la revista semanal Fuerza Nueva (el mismo día en que se celebraba el referéndum sobre la Ley Orgánica del Estado) con el objetivo de oponerse a los proyectos de los «aperturistas» a quienes acusa de traicionar los principios ideológicos del régimen franquista —y también a los miembros del clero que se están desvinculando del nacionalcatolicismo siguiendo la nueva doctrina del Concilio Vaticano II—. Para ello se propone aglutinar, según José Luis Rodríguez Jiménez, «las corrientes falangistas identificadas plenamente con el franquismo y los sectores todavía vinculados al integrismo católico» con el fin último de «hacer posible la continuidad del sistema de organización política a la muerte del fundador del régimen». El grupo fundador de Fuerza Nueva había surgido de una reunión en el convento de San Miguel de la Victoria en Priego (Cuenca), que convocó Blas Piñar en 1964. Allí se discutió un plan «para clarificar ideas con una visión sobrenatural y [...] luchar contra las fuerzas del mal a escala universal». Por otro lado, la revista alcanzará gran eco entre ciertos sectores del Ejército.

Logo del grupo Fuerza Nueva, que como parte integrante del «búnker» se opuso radicalmente a cualquier intento de "apertura" del franquismo.

La definición «inmovilista» inicial irá evolucionando hacia posiciones involucionistas, exigiendo la marcha atrás en los cambios que se proponían (como el Estatuto de Asociaciones) y oponiéndose radicalmente a la liberalización cultural y de costumbres de la sociedad española (de la que culpaban a la Ley Fraga). En 1969 Blas Piñar, el líder indiscutido de Fuerza Nueva, manifestó: «Nuestras y nuestros Principios han sido machacados en el arroyo por los propios dirigentes de la política española». En un artículo publicado en agosto de 1974 Piñar abogaba por alcanzar «un riguroso rearme ideológico y moral» y por crear «una mística de combate frente a la subversión demoledora» (en referencia al crecimiento de la oposición antifranquista). Un año antes Piñar había escrito que la filosofía del franquismo «se basa en una inamovilidad constitucional absoluta si pretende ser auténtica», considerando «una equivocación creer que el Sistema recibe su perfección política y semántica a través de conquistas de libertad de palabra, de apertura, de opinión».
Al igual que el sector «inmovilista» (y que el conjunto del régimen franquista), Fuerza Nueva consideraba que el gobierno y la nación estaban amenazadas por la «subversión comunista» (en uno de los primeros números de la revista Blas Piñar ya había advertido que «los grupos subversivos tienen hoy una capacidad de maniobra de la que carecían»). Precisamente el primer libro que publicó la editorial de Fuerza Nueva lo dedicó a este tema (el autor era el propio Blas Piñar y se titulaba Qué es el comunismo). En él Piñar afirmaba que la «conspiración» comunista actuaba «desde el interior» y que los dirigentes comunistas «han sido ayudados por Lucifer a extender su dominación», además de subrayar que el comunismo había sido la creación de una rama judía. Para acabar con la «subversión comunista» Piñar apelaba al Ejército y a las «virtudes militares» («el honor, la disciplina, la entrega y el sacrificio») que debían ser asumidas por una minoría civil dispuesta a «salvar a la Patria». En junio de 1971 Piñar les dijo a los delegados de Fuerza Nueva: «la única fórmula auténtica, noble, gallarda, viril, segura de la victoria, es la fórmula del 18 julio y del 1 de abril: saber donde está el enemigo, barrerlo y destruirlo». El 9 de marzo de 1974 la portada de la revista apareció con el siguiente titular: «El ejército debe ser político». En un editorial de la revista de junio de 1974 se afirmaba que «el alerta por España no debe acabar nunca, para que no prolifere la guerra ideológica inconclusa que puede repetir otro 36». En las páginas de la revista se insistía en que «en España estamos padeciendo una crisis de identidad de nuestro propio Estado».
A partir de 1968 Fuerza Nueva se empieza a organizar como una asociación política encubierta aprovechando su extensa red de delegados, que mantienen relaciones estrechas con grupos falangistas y tradicionalistas y con las hermandades de excombatientes franquistas y que cada año celebran unas jornadas presididas por Blas Piñar. Además Piñar, que desde 1958 era miembro del Consejo Nacional del Movimiento y procurador en las Cortes franquistas por designación directa de Franco, da mítines por toda la geografía española. En esa tarea de difusión de su ideario consiguió el respaldado de algunas jefaturas provinciales y locales del Movimiento y al parecer contó también con las simpatías del almirante Carrero Blanco, presidente del gobierno de facto (Carrero llegó a proponerlo como ministro de Justicia pero Franco lo rechazó porque «es un exaltado»).

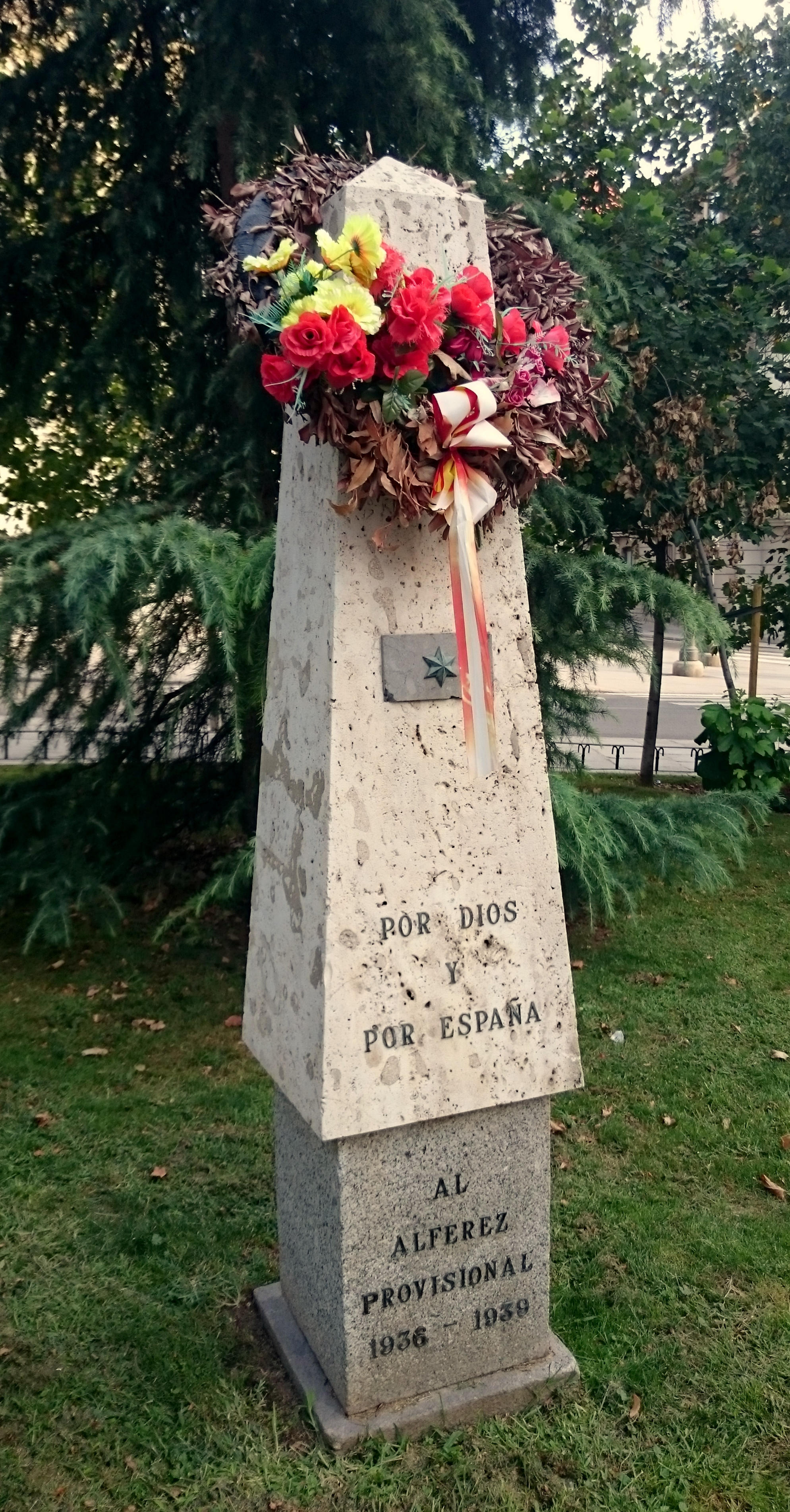
Monolito levantado en Madrid en 1965 en honor de los alféreces provisionales que combatieron en el bando franquista «POR DIOS Y POR ESPAÑA».

Hacia 1970 comenzó la movilización de las asociaciones de los excombatientes franquistas —la más destacada la Hermandad de Alféreces Provisionales— como respuesta al paulatino aumento de la conflictividad social y política motivada en gran medida por el crecimiento de la oposición antifranquista y con el objetivo de oponerse a los proyectos «aperturistas». El líder y gran impulsor de la movilización fue el exministro de Trabajo y camisa vieja José Antonio Girón de Velasco, que decidió volver al primer plano de la política abandonado su retiro en Fuengirola. Contó con el apoyo incondicional de los diarios El Alcázar y Pueblo: este último lo describió «como integrador de diferencias internas, como estadista experimentado y como político cauteloso y sagaz». En 1970 consiguió que el general Franco lo designara para ser miembro del Consejo del Reino y en mayo de 1972 irrumpió en la escena política con un discurso pronunciado en Valladolid de gran repercusión entre los sectores franquistas (fue reproducido íntegramente en un suplemento especial de El Alcázar). Como explicó Girón años después en su memorias el propósito del discurso fue «reencauzar a la Falange dentro del régimen» (también escribió en ellas que «el Caudillo aceptó íntegramente el texto»; de hecho poco después recibió a Girón en el Palacio del Pardo). Tras rechazar el «pluripartidismo» por considerarlo «catastrófico» para España y definir al Ejército como «garantía y salvaguarda de la Patria», Girón abogó por la formación de «tres tendencias» dentro del Movimiento («la primera más progresista y revolucionaria; la segunda, más conservadora y tradicional, y la tercera, más templada») porque «la sucesión de Franco no podrá funcionar, carecerá de savia, sin el encauzamiento ordenado de la diversidad de interpretaciones» «de la ideología del Movimiento».
Tras el asesinato de Carrero Blanco en diciembre de 1973 y el inicio de un muy moderado «aperturismo» por parte del nuevo gobierno presidido por Carlos Arias Navarro, Girón da el paso definitivo y en julio de 1974 nace la Confederación Nacional de Excombatientes. En el artículo primero de sus estatutos, aprobados por el Consejo Nacional del Movimiento el 22 de julio, se decía que su objetivo era «coordinar y fortalecer las actividades de las distintas Hermandades y Asociaciones de Excombatientes dentro del común ideal de pervivencia y solidez de los Principios del 18 de julio, y en especial para procurar la transmisión de los mismos, como el más preciado legado a las nuevas generaciones». En noviembre Girón fue elegido presidente de la Confederación (entre sus vocales figuraba el teniente general Tomás García Rebull) y en junio de 1975 El Alcázar se convirtió en su órgano de prensa (un diario que desde que en 1971 se había hecho cargo de la dirección el falangista Antonio Gibello ya era el portavoz de la extrema derecha en España). La presidencia de la sociedad editora la ocupó el general Jaime Milans del Bosch y la vicepresidencia Girón (varios generales figuraban como vocales en su consejo de administración y también miembros destacados de Fuerza Nueva). Antonio Gibello continuó como director.
Previamente Girón había irrumpido en el escenario político español publicando un resonante artículo en el diario oficial falangista Arriba el 28 de abril de 1974, solo tres días después del triunfo en la vecina Portugal de la revolución de los claveles que había acabado con la dictadura salazarista, la más vieja del continente europeo. Fue conocido como el «gironazo» y en él arremetía contra las veleidades «aperturistas» del Gobierno de Carlos Arias Navarro y recordaba la victoria franquista en la guerra civil como fundamento de la legitimidad del Régimen:

Lo que se pretende en nombre de no sé qué extraña libertad, es olvidar el compromiso sagrado que contrajimos con el pueblo español quienes un día nos vimos en el deber inexcusable de empuñar las armas y vimos morir a nuestros mejores camaradas para que España siguiese viviendo. Olvidar esto... constituiría en nosotros una traición, y en quienes nos incitan con sus actos a ello, un crimen que no perdonaremos.
Proclamamos el derecho de esgrimir frente a las banderas rojas las banderas de esperanza y realidades que izamos el 18 de julio de 1936 aunque a ello se opongan los falsos liberales o quienes, infiltrados en la Administración o en las esferas del Poder, sueñan con que suene vergonzante la campanilla para la liquidación en almoneda del Régimen de Francisco Franco...

El «gironazo» fue muy aplaudido por todos los sectores «ultras» (Fuerza Nueva se sumó a la tesis de no dejar en el olvido el «sacrificio de los muertos») y Girón no fue destituido ni como miembro del Consejo del Reino ni del Consejo Nacional del Movimiento, lo que fue entendido como una tácita aprobación por parte de Franco. Cinco meses después fue Blas Piñar el que dio su «piñarazo». El 13 de septiembre, un brutal atentado de ETA causaba la muerte a 12 personas —y hería a más de 80— con una bomba colocada en la cafetería Rolando de la calle del Correo de Madrid, al lado de la Puerta del Sol, y que solían frecuentar policías de la cercana Dirección General de Seguridad. El atentado fue utilizado por la extrema derecha para presionar al gobierno, cuyo presidente Carlos Arias Navarro se defendió criticando la actitud de «algunos sectores, proclives a anclarse en la nostalgia». Le respondió Piñar con un artículo titulado «Sr. Presidente», publicado el 27 de septiembre en su revista:

Señor presidente, nos autoexcluimos de su política. [...] No podemos, después de lo que usted ha dicho, colaborar con usted, ni siquiera en la oposición... Nosotros no queremos obedecerle ni acompañarle. Pero fíjese bien en quienes le acompañan y a dónde le acompañan. Piense si le dirigen o le empujan. Y no se lamente al final si contempla cómo este tipo de democratización que tanto urge se levanta sobre una legión de cadáveres, de los que son anuncio y adelanto, cuando esa democratización se inicia, los que sacaron de los escombros, el 13 de septiembre, del corazón mismo de la capital de España.

Unas semanas después era la Confederación Nacional de Excombatientes la que presentaba a sus integrantes como «combatientes de España». «Partimos del hecho irrevocable del 18 de julio de 1936... No somos excombatientes. Somos combatientes de España y de la revolución nacional. [...] Por todo ello aspiramos a que el régimen político al que somos fieles cumpla con su compromiso revolucionario. En este orden es posible la paz. Pero sin justicia, la paz no es posible ni deseable». El 16 de noviembre era el propio Girón el que en nombre de la Confederación volvía a emplear tonos amenazantes: «Nos incumbe la misma responsabilidad que por razones de honor nos echó al monte en 1936. [...] Nos impulsa el deber de cerrar el paso a quienes quieren arrebatarnos la victoria».

### Transición (1975-1982)

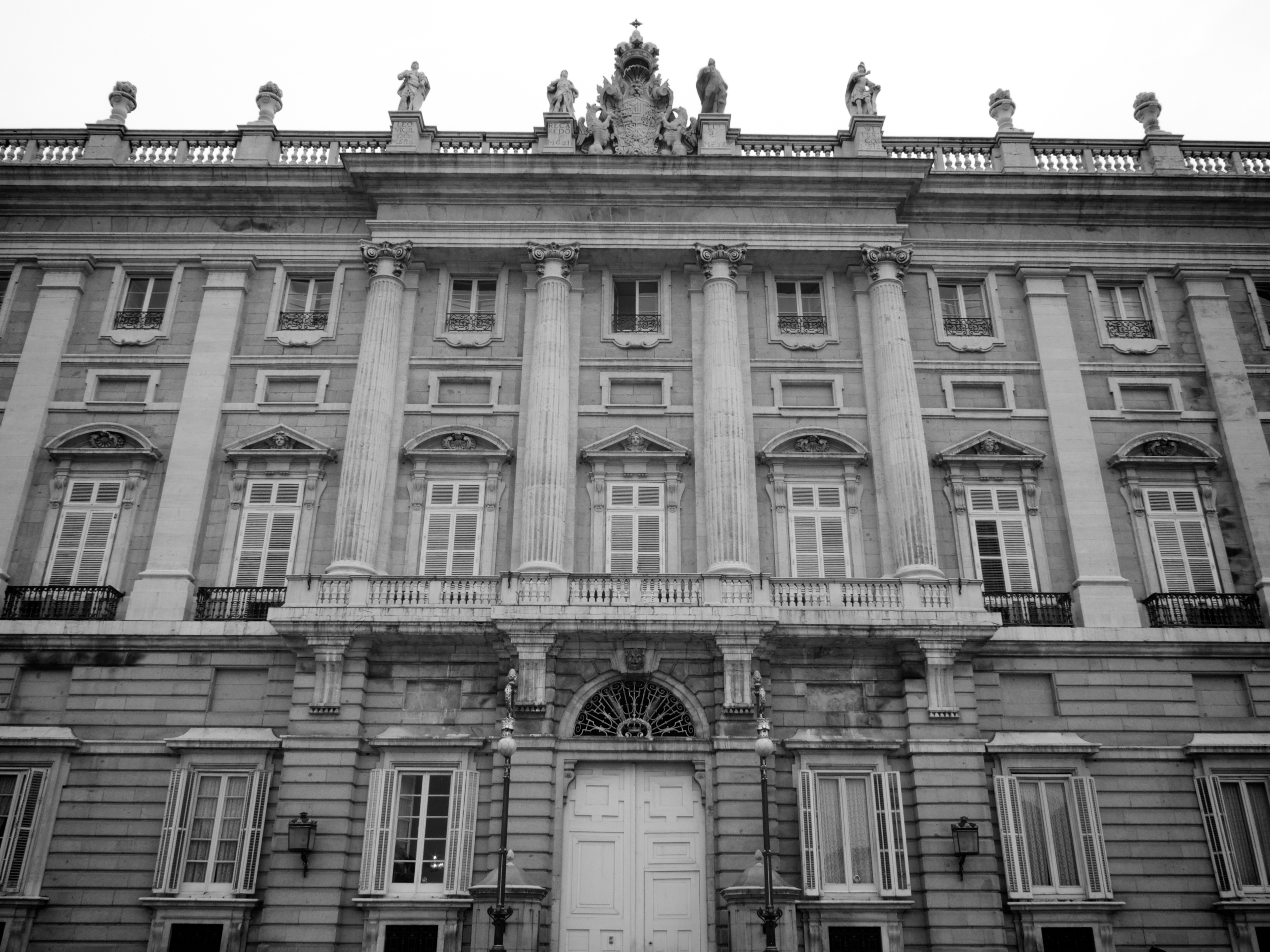
Balcón de la fachada este del Palacio de Oriente desde el que el general Franco pronunció el 1 de octubre de 1975 su último discurso ante la multitud allí congregada como acto de homenaje a su persona y de desagravio por la reacción internacional de condena a los fusilamientos del 27 de septiembre.

El 20 de noviembre de 1976, primer aniversario de la muerte del dictador Franco, la Confederación Nacional de Excombatientes, con el apoyo de Fuerza Nueva, organizó un acto en la plaza de Oriente de Madrid en homenaje al Caudillo (que se repetiría en los años siguientes, siendo conocido como el «20-N»). En los panfletos que se distribuyeron por la capital convocando la concentración se decía lo siguiente:

¡¡ESPAÑOLES!!
El 20 de noviembre de 1975, Franco nos ofreció su último mensaje:
Nos pedía unidad, perseverancia en la justicia, entendimiento común y amor a España.
El 20 de noviembre de 1976, iremos a la plaza de Oriente para proclamar ante el mundo que los españoles no olvidan este mandato.
En la memoria del Caudillo muerto, únete a nosotros.
¡¡Por España, adelante!!
1,30 de la tarde.
Confederación Nacional de Combatientes.

Al no haber conseguido impedir la aprobación de la Ley de Reforma Política que abría las puertas a la convocatoria de las primeras elecciones democráticas desde febrero de 1936, José Antonio Girón de Velasco, líder de la Confederación Nacional de Excombatientes, hizo un llamamiento a finales de marzo de 1977 para la formación de un «bloque nacional firme y monolítico que saque a la patria del atolladero» (es decir, la unión de todas las fuerzas neofranquistas). Pero no lo consiguió. Así que el 7 de mayo, Girón, ya muy mermado físicamente, publicó en El Alcázar una carta (que el diario sacó en portada) en la que decía: «Considero que, en esta hora de inevitable confusión, todo lo que contribuya a clarificar el espectro político, será en cualquier caso saludable. Los ex Combatientes elegirán libremente a quienes crean más idóneos para la función que les aguarda en servicio de la patria, sin que su presidente se incline por una u otra tendencia». Esta declaración fue interpretada como un apoyo tácito a Alianza Popular, entonces «la principal fuerza política de un neofranquismo renovado». Presidida por el franquista reformista y exministro Manuel Fraga Iribarne, a ella se habían ido incorporando numerosos exministros y exprocuradores en Cortes, como Laureano López Rodó, Cruz Martínez Esteruelas, Federico Silva Muñoz o Gonzalo Fernández de la Mora.

Logo de la coalición Alianza Nacional 18 de Julio, integrada por Fuerza Nueva y por Falange Española de las JONS. Se presentó a las las elecciones de junio de 1977, pero no obtuvo ningún escaño.

Por su parte Fuerza Nueva optó por formar una coalición electoral con Falange Española de las JONS que adoptó el significativo nombre de «Alianza Nacional 18 de Julio» y que contó con el teórico respaldo de la Comunión Tradicionalista. Sin embargo, la Alianza Nacional sólo conseguiría 154 413 votos, el 0,84 % de los votos emitidos en las elecciones del 15 de junio, por lo que no obtuvo representación parlamentaria.
Para las elecciones siguientes de marzo de 1979, convocadas tras la aprobación en referéndum de la nueva Constitución, Blas Piñar se propuso formar una coalición más amplia que la de 1977 e intentó que se sumaran a ella los exministros franquistas Federico Silva Muñoz, líder de Unión Democrática Española, y Gonzalo Fernández de la Mora, líder de Unión Nacional Española, que acababan de abandonar Alianza Popular (AP) después de que este partido presidido por Manuel Fraga Iribarne recomendara el voto positivo en el referéndum de la Constitución, pero ambos rechazaron la oferta. Fraga Iribarne hizo todo lo posible para que Silva Muñoz y Fernández de la Mora volvieran a Alianza Popular o al menos para que no se unieran a movimientos «orientados a visiones nostálgicas, de un mundo que no ha de volver», en referencia a Fuerza Nueva. Fraga en aquel momento apostaba por convertir a AP en «una derecha moderna, constitucional, progresiva, viable, homologable en el contexto europeo» y que actuara «dentro de la Constitución, para reformarla en su día, y lograr su correcto desarrollo», «renunciando de una vez a las tentaciones... de integrismo en los fines sociales y de golpismo o revisionismo total en los métodos políticos». Silva Muñoz y Fernández de la Mora tampoco volvieron a AP.

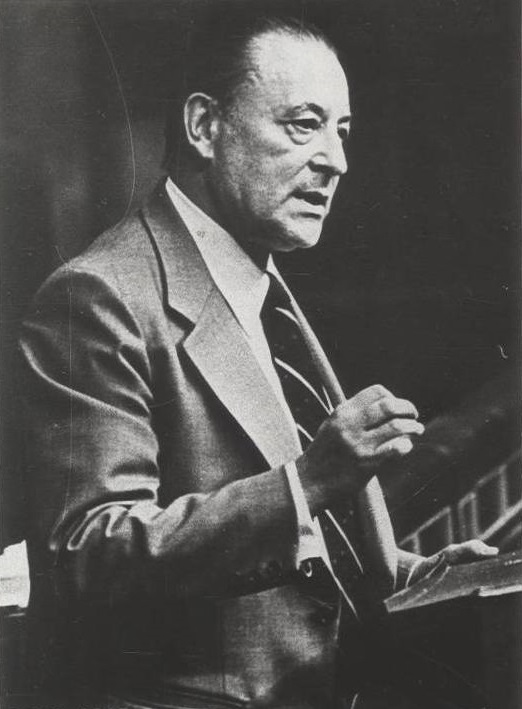
Blas Piñar en el Congreso de los Diputados.

Finalmente Piñar formó la coalición Unión Nacional, integrada además de por Fuerza Nueva y por Falange Española de las JONS, por los Círculos Doctrinales José Antonio, la Confederación Nacional de Excombatientes y la Agrupación de Juventudes Tradicionalistas. La coalición neofranquista consiguió solo 414 071 votos, el 2,3 % de los emitidos, pero los 110 730 conseguidos en la circunscripción de Madrid le permitieron obtener un escaño a Blas Piñar, que encabezaba la lista. Además del apoyo total que recibió del diario progolpista de extrema derecha El Imparcial, otra de las posibles claves del éxito de Piñar en Madrid fue el probable trasvase de votos desde Alianza Popular, a la que durante la campaña electoral el líder de Fuerza Nueva fustigó sin descanso, calificándola de «derecha vergonzante» y a Fraga de «despreciable personalidad política» que formaba parte de la «conjura internacional antiespañola». El trasvase de votos de Alianza Popular (AP) a Unión Nacional fue reconocido por el secretario general adjunto de AP y lo explicó por la decisión del partido de recomendar el 'SÍ' en el referéndum de la Constitución de 1978: «un sector de nuestro electorado, el más radical y ultramontano, sufrió una profunda decepción, no supo o no quiso entender las razones que había motivado nuestra postura, y dejó de prestarnos su respaldo».
El escaño obtenido por Blas Piñar sería el único que conseguiría un partido neofranquista (o neofascista) en toda la historia de la democracia española, ya que no lo revalidaría en las elecciones siguientes. En las que se celebraron en octubre de 1982 Fuerza Nueva se presentó en solitario y en la circunscripción de Madrid solo obtuvo 20 139 votos, que sumados a los conseguidos por el resto de candidaturas de ultraderecha (11 496), suponía que la extrema derecha había perdido en Madrid 80 000 votantes respecto a 1977. En el conjunto de España perdió 300 000. La explicación era sencilla: veinte meses antes se había producido el fracasado golpe de Estado del 23-F (una de las candidaturas era Solidaridad Española, cuyo cabeza de lista por Madrid era el golpista exteniente coronel Antonio Tejero; obtuvo 8994 votos). Como ha destacado José Luis Rodríguez Jiménez, el «desastre electoral» de 1982 confirmó que «el neofranquismo político conformaba una fuerza residual».
Solo un mes después de celebrarse las elecciones, Fuerza Nueva anunciaba su disolución (escogió la fecha del «20N») aduciendo, entre otras razones, las dos siguientes:

3) La decisión adoptada por el consejo político ha sido consecuencia de la falta de apoyo moral y material por parte de las instituciones básicas de la comunidad, y también por la incomprensión de quienes, ideológicamente, entendíamos que estaban obligados a permanecer más cerca de nosotros.
4) Los actos que convocó y organizó Fuerza Nueva, el fervor demostrado en los mismos y los aplausos entusiastas, que después no se han transformado en votos, ha sido otra de las causas tenidas en cuenta para tomar esta determinación.

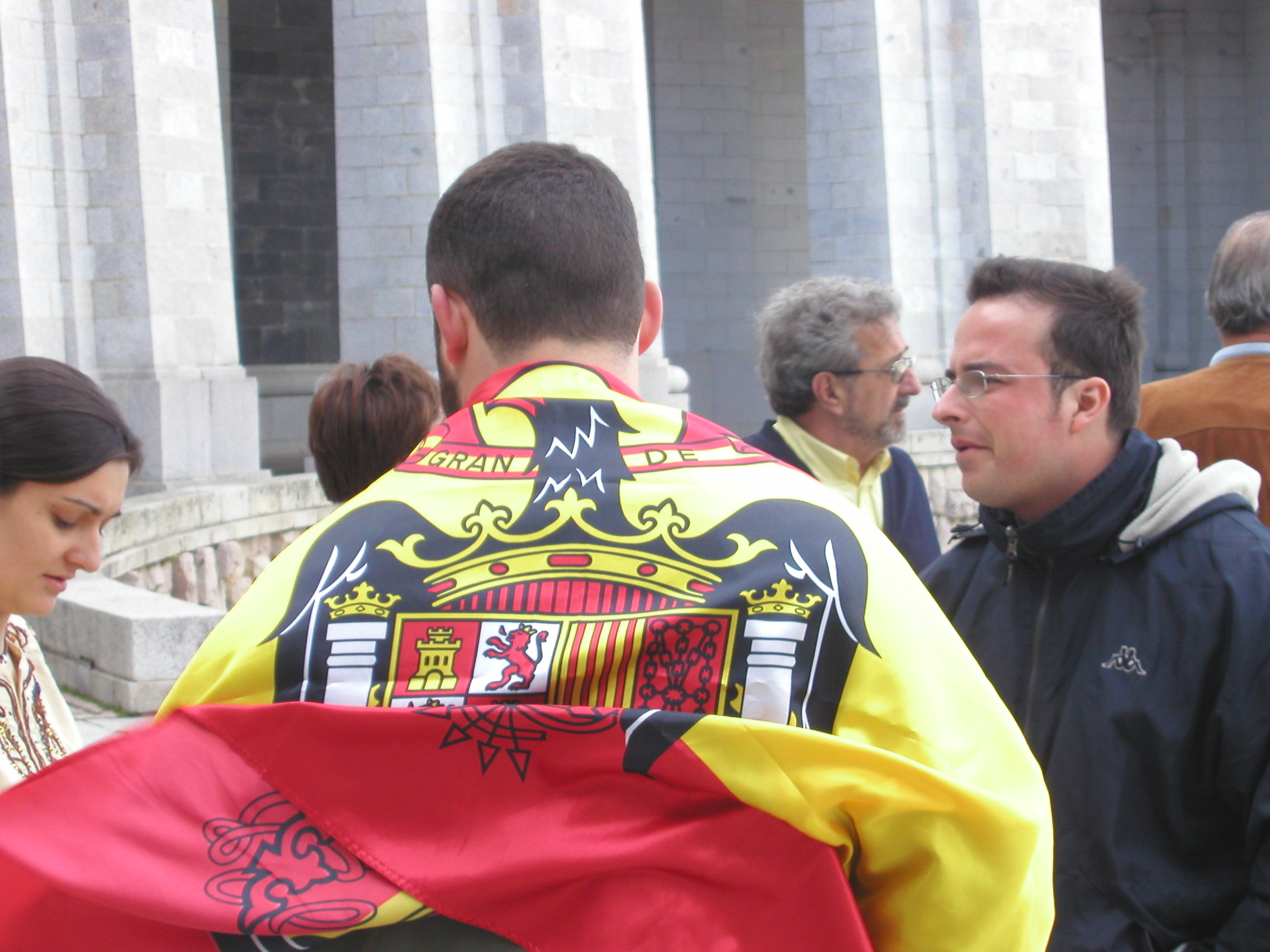
Visitantes neofascistas en el Valle de los Caídos usando una bandera franquista.

Sin embargo, el partido no desapareció totalmente porque fue sustituido por una serie de asociaciones provinciales, como la que se constituyó en Madrid en febrero de 1983 con el nombre de Centro de Estudios Sociales, Políticos y Económicos y que estaba presidida por Blas Piñar. Su domicilio social estaba ubicado en el inmueble de Fuerza Nueva Editorial. La de Barcelona se llamó Adelante España y la de Valencia Unión Hispana.
En ese mes de febrero de 1983 el camisa vieja y exministro de Franco Raimundo Fernández Cuesta, de 86 años, renunciaba a la jefatura nacional de Falange Española de las JONS, alegando «cierto cansancio, más que físico moral, por las intrigas, las murmuraciones, las críticas, la falta de colaboración e incluso las peticiones directas de mi dimisión por algunas personas o sectores de la Falange». Le sustituyó Diego Márquez que intentó marcar las diferencia de Falange con Fuerza Nueva. Al año siguiente estallará la crisis interna cuando Márquez se negó a que el partido realizara la tradicional ofrenda de una corona de flores ante la tumba de Franco con motivo del «20N». Veinticuatro consejeros nacionales opuestos a la decisión fueron cesados por Márquez de forma fulminante. «Desaparecían así de la cabecera del partido los más importantes representantes de su segunda época, varios de los cuales procedían de la Falange de la etapa republicana, y con ellos el principal soporte económico del partido».
El neofranquismo cosechó un doble fracaso: ni consiguió impedir el paso a un sistema democrático, ni logró organizarse para actuar en él y competir en unas elecciones libres. Esto se debió, según José Luis Rodríguez Jiménez, a su incapacidad para adaptarse al cambio cultural y de valores que había experimentado la sociedad española (no se daban las condiciones que posibilitaran «el éxito electoral de fuerzas políticas vinculadas al neofranquismo o al neofascismo»); al recuerdo de la guerra civil (alentado por los neofranquistas) que hizo que se contemplara «con desconfianza la propaganda de fuerzas que representan opciones extremistas» (los programas de los partidos neofranquistas apenas diferían de los del primer franquismo); a que centró «su propaganda en un supuesto caos del sistema democrático», y este nunca se produjo; a que «no elaboró ningún tipo de análisis en torno a lo que podía significar, y como debía ser afrontada, la transición del régimen autoritario franquista a una democracia parlamentaria en el seno de una monarquía constitucional. Tan sólo tenía un objetivo: evitar que este proceso tuviera lugar», por lo que carecía de una estrategia electoral (su inmovilismo ideológico fue absoluto: no quisieron reconocer que «no había espacio para el franquismo después de Franco, y menos aún para la extrema derecha neofranquista»).